# Richard Schweiker
Richard Schultz Schweiker (1. června 1926, Norristown, Pensylvánie – 31. července 2015, Pomona, New Jersey) byl americký obchodník a politik za Republikánskou stranu. Za vlády Ronalda Reagana zastával v letech 1981–1983 funkci ministra zdravotnictví a sociální péče Spojených států amerických. V letech 1969–1981 působil jako senátor Senátu Spojených států amerických za Pensylvánii. Předtím v letech 1961–1969 byl poslancem Sněmovny reprezentantů, v níž zastupoval Pensylvánii za třináctý kongresový okres.